# Wazir Ali Khan
Wazir Ali Khan (Lucknow, 19 aprile 1780 – Fort William, 15 maggio 1817) fu il quarto nawab wazir di Oudh dal 21 settembre 1797 al 21 gennaio 1798, figlio adottivo di Asaf-Ud-Daulah.

## Vita

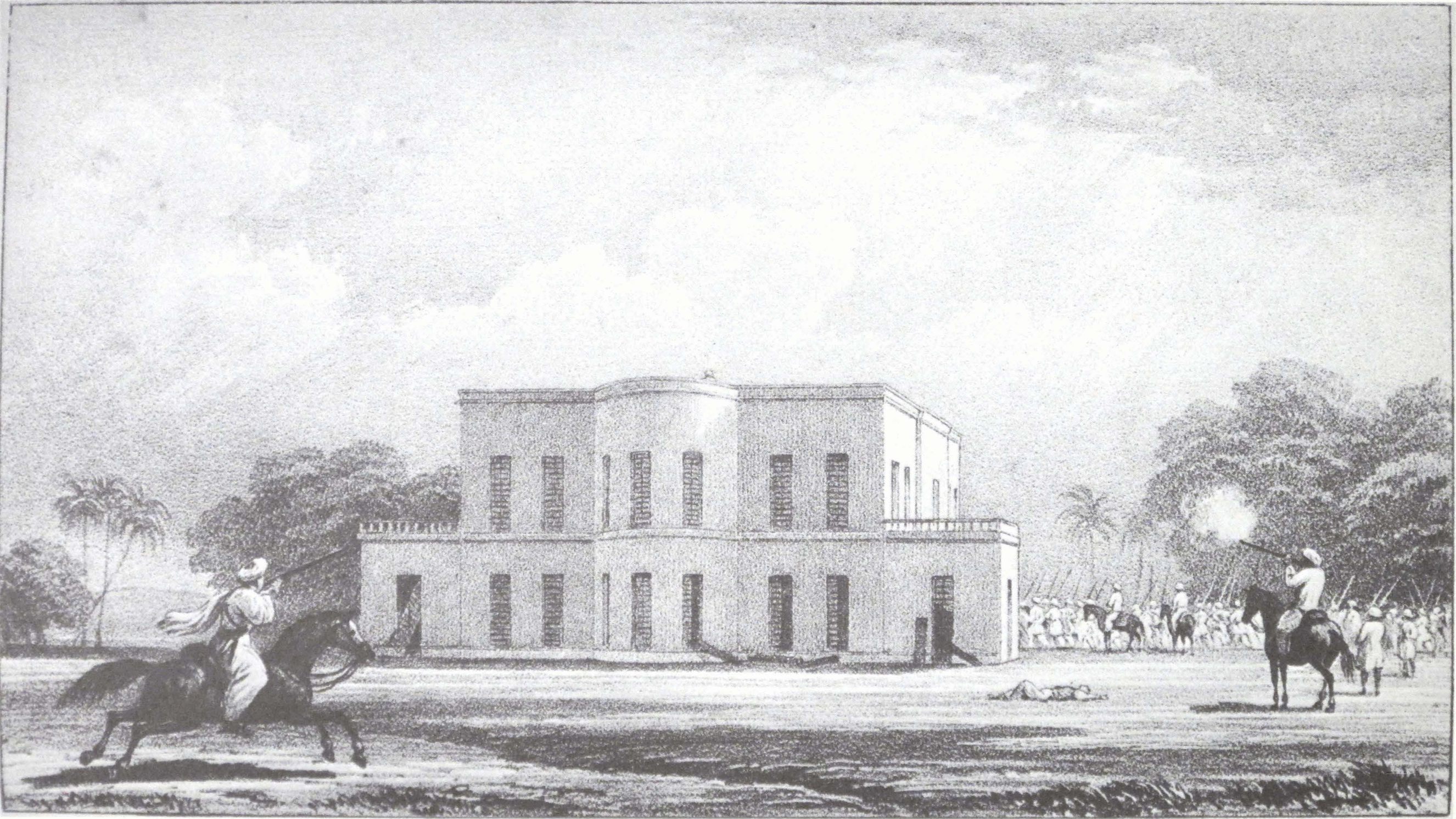
Attacco alla casa di Samuel Davis (14 gennaio 1799)

Figlio adottivo di Asaf-Ud-Dowlah, che non aveva figli. Adottato da ragazzo, era il figlio naturale di una delle figlie di un servitore di Asaf-Ud-Dowlah.
A 13 anni, Ali si sposò a Lucknow e il costo del matrimonio fu di £ 300.000 secondo le cronache dell'epoca. 
Dopo la morte del padre adottivo, nel settembre del 1797, salì al trono (musnud), con il sostegno degli inglesi. Dopo solo quattro mesi essi lo accusarono di non essere fedele alla corona britannica. Sir John Shore (1751–1834) entrò pertanto con 12 battaglioni a Lucknow e lo sostituì con suo zio Saadat Ali Khan II. 
Ad Ali fu concessa una pensione di 3.000.000 di rupie e si trasferì a Benares. Il governo di Calcutta decise che avrebbe dovuto essere rimosso ulteriormente dal suo ex regno. George Frederick Cherry, un funzionario britannico, gli ordinò di andare via dall'India il 14 gennaio 1799 durante un invito a colazione alla quale Ali si presentò con una guardia armata. Durante lo scontro che ne seguì, Ali colpì Cherry con un colpo di spada, dopo di che le guardie uccisero il funzionario britannico e altri due europei. Partirono quindi per attaccare la casa di Samuel Davis, il magistrato di Benares, che si difese sulle scale della sua casa con una picca fino a quando non fu salvato dalle truppe britanniche. Questo episodio divenne noto come il massacro di Benares. 
Successivamente Ali radunò un esercito ribelle di diverse migliaia di uomini. Una forza rapidamente assemblata comandata dal generale Erskine si trasferì a Benares e "ripristinò l'ordine" entro il 21 gennaio. Ali fuggì a Butwal, Rajputana e gli fu concesso l'asilo dal Raja di Jaipur. Su richiesta di Arthur Wellesley, conte di Mornington, il Raja consegnò Ali agli inglesi a condizione che non venisse impiccato né messo in catene. Ali si arrese alle autorità britanniche nel dicembre 1799 e fu messo in isolamento a Fort William, Calcutta. 
Il governo coloniale fece sì che Ali ha trascorresse il resto della sua vita 17 anni in una gabbia di ferro a Fort William nella presidenza del Bengala. Alla sua morte fu sepolto nel cimitero musulmano di Kasi Baghan.

## Figli
- Mirza Jalaluddin Haidar Ali Jhan Bahadur, nato nel 1798, si è sposato e ha avuto una relazione
- Nawab Mubarak ud-Daula, che si trasferì nell'Impero ottomano
- Mirza Muhammad Ali Khan
- Sahibzadi Saadatunnisa Begum